# Chimalapa 2.ª Sección
Chimalapa 2.ª Sección es una localidad del municipio de Huimanguillo ubicado en la subregión de la Chontalpa del estado mexicano de Tabasco.

## Geografía
La localidad de Chimalapa 2.ª Sección se sitúa en las coordenadas geográficas 17°24′38″N 93°37′52″O / 17.410556, -93.631111, a una elevación de 97 metros sobre el nivel del mar.

## Demografía
Según el Conteo de Población y Vivienda 2020, efectuado por el Instituto Nacional de Estadística y Geografía, la localidad de Chimalapa 2.ª Sección tiene 770 habitantes, de los cuales 390 son del sexo masculino y 380 del sexo femenino. Su tasa de fecundidad es de 2.87 hijos por mujer y tiene 183 viviendas particulares habitadas.
| Gráfica de evolución demográfica de Chimalapa 2.ª Sección entre 1980 y 2020 |
|                                                                             |
| INEGI.                                                                      |